# 堂島リバーフォーラム
堂島リバーフォーラム（どうじまリバーフォーラム）は、大手レコード会社B ZONEグループが運営する大阪市福島区福島1丁目のほたるまち内にある多目的ホール。堂島川に面して建てられている。高層マンションの「リバーレジデンス堂島」が併設されていて、建築確認上は一体として扱われている。

## 概説
- 2008年5月2日 開館
- 収容人数 1,200席(着席）2,100名（スタンディング）

音楽制作会社のB ZONEグループ不動産子会社ビープラネッツが管理・運営。

## フロア構成
1F
ホール エントランス
2F
堂島リバーフォーラム CAFE（カフェ）

## リバーレジデンス堂島
「堂島リバーフォーラム」と一体となって開発された高級賃貸マンションで、同じ「ほたるまち」のThe Tower Osakaほどではないが高層のマンションである。ショッピングモール「堂島クロスウォーク」とも隣接しており、日常の買い物は容易である。
- フロア構成

1F
セブンイレブン（コンビニエンスストア）
3F
大阪芸術大学 ほたるまちキャンパス
2008年以来慶應義塾大学慶應大阪リバーサイドキャンパスがあったが、2013年にグランフロント大阪のナレッジキャピタルに移転した。

## 交通
- 京阪中之島線 中之島駅 約500m 徒歩6分
- 阪神本線 福島駅 約350m 徒歩5分
- JR西日本東西線 新福島駅 約500m 徒歩7分
- JR西日本大阪環状線 福島駅 約700m 徒歩8分
- 地下鉄四つ橋線西梅田駅 または肥後橋駅 約950m 徒歩12分
- JR西日本 大阪駅 約1.1km 徒歩15分
- 大阪シティバス53,75号系統「玉江橋」、55,56A,79号,福島ループ系統「浄正橋」徒歩5分

## 近隣施設
- ほたるまち
- 朝日放送グループホールディングス本社
  - ABCホール
- 堂島クロスウォーク（商業施設）

## ギャラリー

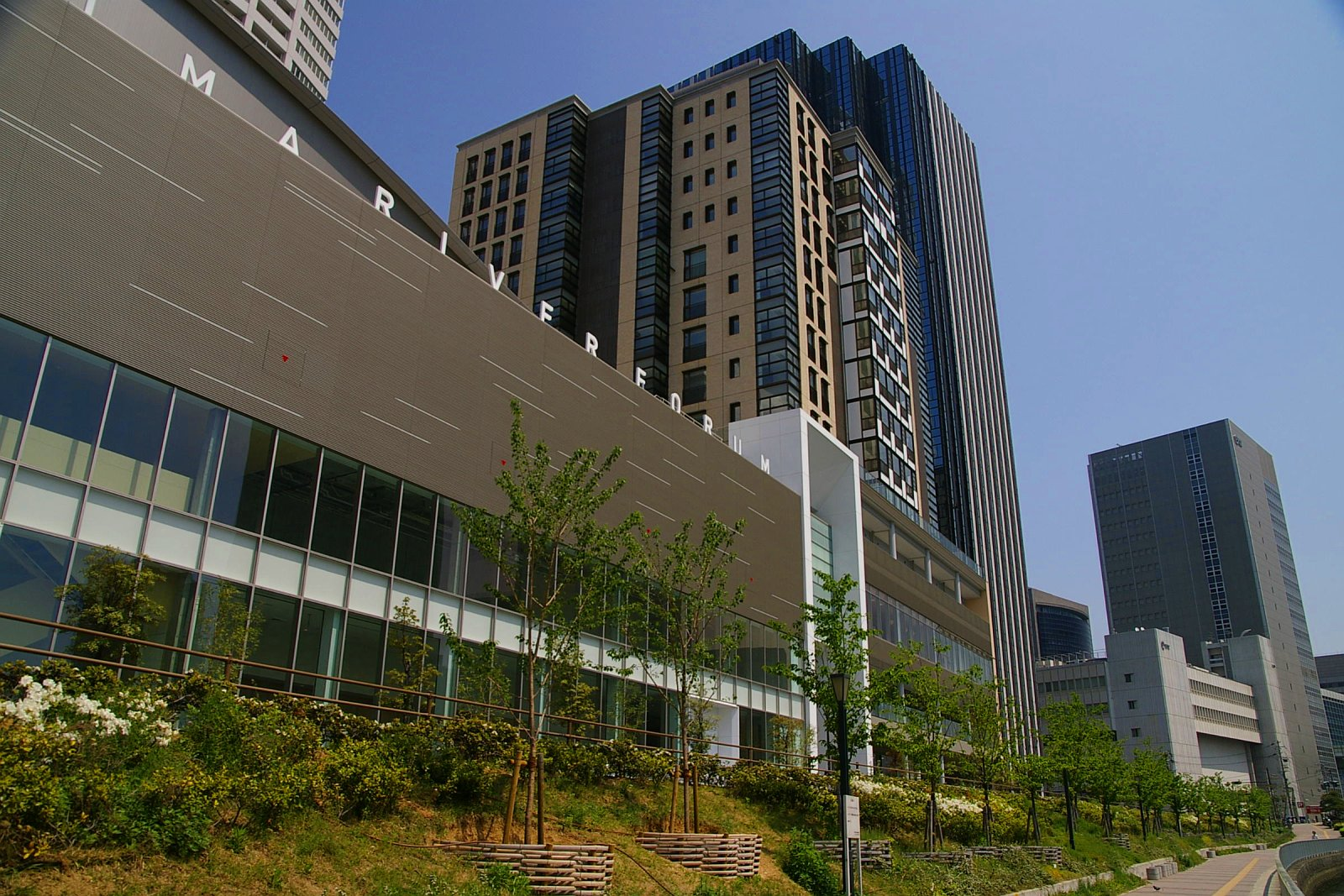
堂島川沿い
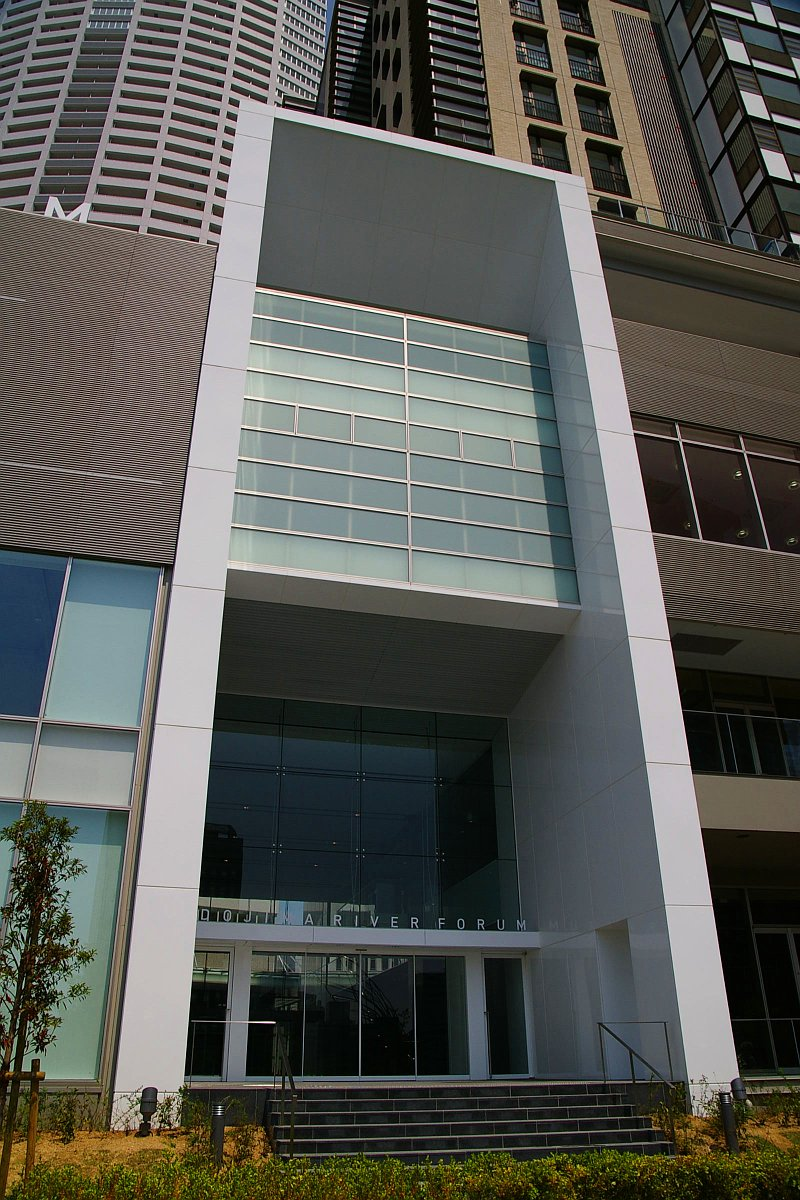
堂島川沿いの入口